# Малнате
Мална̀те (на италиански: Malnate; на ломбардски: Malnàa, Малнаа) е град и община в Северна Италия, провинция Варезе, регион Ломбардия. Разположен е на 355 m надморска височина. Населението на общината е 16 767 души (към 2017 г.).